# 弗拉措夫

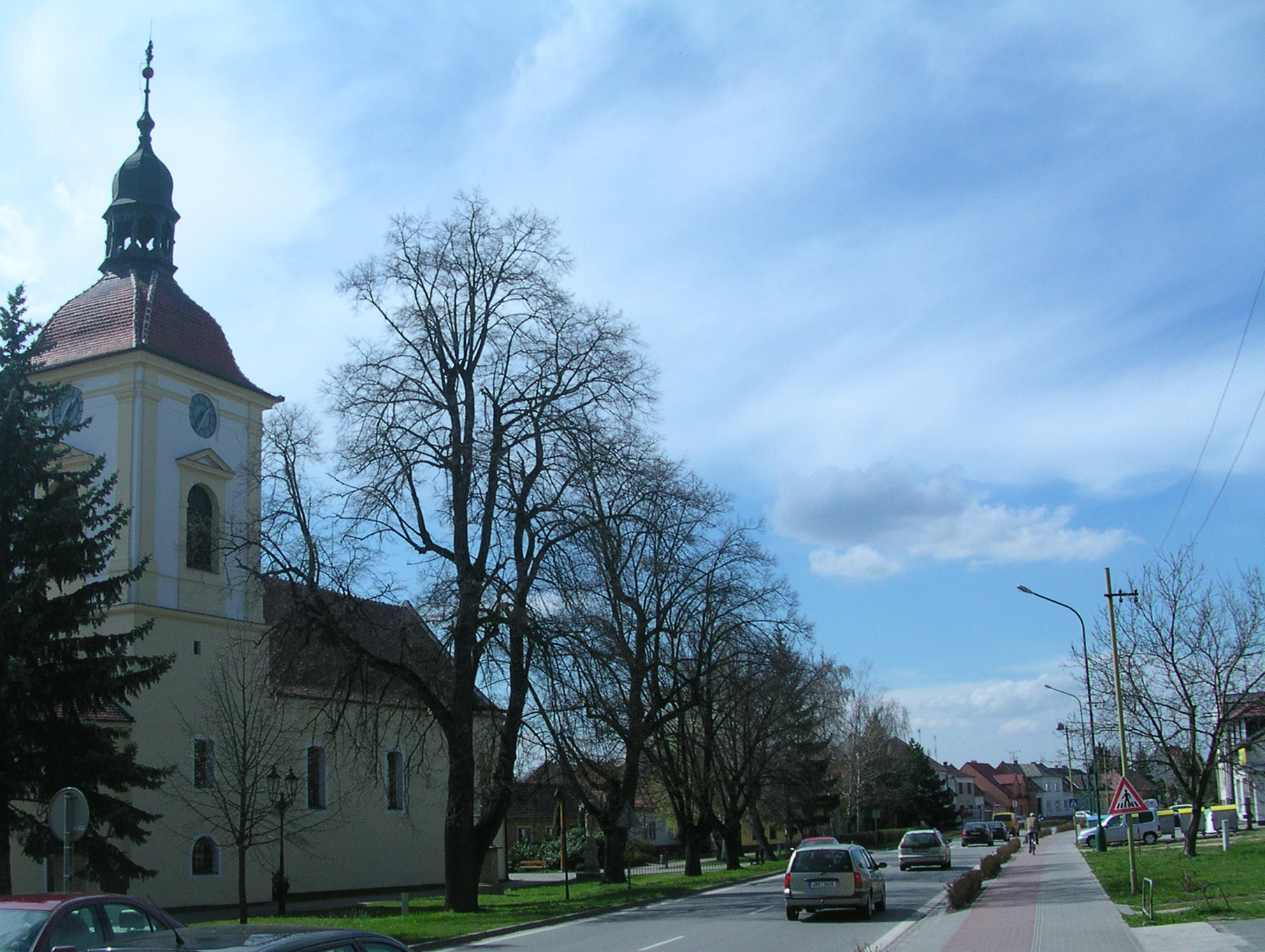

弗拉措夫是捷克的城鎮，位於該國東南部，距離基約夫約8公里，由南摩拉維亞州負責管轄，面積44.50平方公里，海拔高度183米，2011年人口4,608。

## 外部連結
- Official website （页面存档备份，存于） （捷克文）

48°58′47″N 17°12′56″E / 48.97972°N 17.21556°E